# Championnats d'Afrique de lutte 2016
Navigation
Alexandrie 2015 Marrakech 2017
Les Championnats d'Afrique de lutte 2016 se déroulent du 4 au 6 mars 2016 à Alexandrie, en Égypte.

## Podiums

### Hommes

#### Lutte libre
| Catégories | Or                | Argent                | Bronze                      |
| ---------- | ----------------- | --------------------- | --------------------------- |
| 57 kg      | Adama Diatta      | Ebikewenimo Welson    | Mohamed Ihab Maghwari Hegab |
| 57 kg      | Adama Diatta      | Ebikewenimo Welson    | Abdelghani Benatallah       |
| 61 kg      | Mathlouthi Chedli | Amar Chergui          | Amr Isam Ramadan            |
| 61 kg      | Mathlouthi Chedli | Amar Chergui          | Naatele Sem Shilimela       |
| 65 kg      | Daniel Amas       | Ibrahim Abdelhamid    | Mbunde Cumba Mbali          |
| 65 kg      | Daniel Amas       | Ibrahim Abdelhamid    | Terry van Rensburg          |
| 70 kg      | Maher Ghanami     | Johannes Petrus Botha | Ali Ossama Ragab Hassan     |
| 70 kg      | Maher Ghanami     | Johannes Petrus Botha | Nassrallah Lallouche        |
| 74 kg      | Augusto Midana    | Sami Hamdi Amine      | Melvin Bibo                 |
| 74 kg      | Augusto Midana    | Sami Hamdi Amine      | Wilhelm Meyer               |
| 86 kg      | Mohamed Saadaoui  | Mohamed Aly Zaghloul  | Quintino Intipe             |
| 86 kg      | Mohamed Saadaoui  | Mohamed Aly Zaghloul  | Mohamed Mostefaoui          |
| 97 kg      | Ali Hamdi Amin    | Martin Erasmus        | Cédric Tchouga Nyamsi       |
| 97 kg      | Ali Hamdi Amin    | Martin Erasmus        | Soso Tamarau                |
| 125 kg     | Diaaeldin Kamal   | Slim Trabelsi         | Maurice Abatam              |
| 125 kg     | Diaaeldin Kamal   | Slim Trabelsi         | Mohamed Bendjilalli         |

#### Lutte gréco-romaine
| Catégories | Or                         | Argent                      | Bronze                  |
| ---------- | -------------------------- | --------------------------- | ----------------------- |
| 59 kg      | Rabie Taha                 | Mouatez Djediat             | Fouad Fajari            |
| 66 kg      | Mohamed Ibrahim Elsayed    | Tarek Benaissa              | Soleymen Nasr           |
| 71 kg      | Mohamed Abouhalima         | Ahmed Samorah               | Akrem Boudjemline       |
| 71 kg      | Mohamed Abouhalima         | Ahmed Samorah               | Lukas Makana Thomas     |
| 75 kg      | Mahmoud Fawzy              | Aziz Boualem                | Zander Geringer         |
| 80 kg      | Bachir Sid Azara           | Omar Khaled Shehata Ibrahim | Yassine Sardi           |
| 85 kg      | Adem Boudjemline           | Mohamed Skander Missaoui    | Mohamed Mostafa Metwaly |
| 98 kg      | Ahmed Mohamed Ibrahim Saad | Hamza Haloui                | Choukri Atafi           |
| 130 kg     | Mohamed Ahmed Abdellatif   | Radhouane Chebbi            | Ali Bouachium           |

### Femmes

#### Lutte féminine
| Catégories | Or                       | Argent                | Bronze                 |
| ---------- | ------------------------ | --------------------- | ---------------------- |
| 48 kg      | Rebecca Muambo           | Rosemary Nweke        | Hanene Salaouandji     |
| 53 kg      | Isabelle Sambou          | Mona Samir Mahmoud    | Maroi Mezien           |
| 55 kg      | Odunayo Adekuoroye       | Rim Ayari             | Norma Gordon           |
| 55 kg      | Odunayo Adekuoroye       | Rim Ayari             | Joseph Essombe         |
| 58 kg      | Marwa Amri               | Ifeoma Nwoye          | Noura Khalil Hamid     |
| 60 kg      | Hela Riabi               | Amina Benabderrahmane | Jeanne-Marie Coetzer   |
| 60 kg      | Hela Riabi               | Amina Benabderrahmane | Haiya Farag Youssef    |
| 63 kg      | Aminat Adeniyi           | Amina Kamal Elsebaee  | Leanco Stans           |
| 63 kg      | Aminat Adeniyi           | Amina Kamal Elsebaee  | Syrine Issaoui         |
| 69 kg      | Blessing Oborududu       | Rihem Ayari           | Blandine Metala Epanga |
| 69 kg      | Blessing Oborududu       | Rihem Ayari           | Nadia Antar            |
| 75 kg      | Samar Amer Ibrahim Hamza | Annabelle Ali         | Blessing Onyebuchi     |
| 75 kg      | Samar Amer Ibrahim Hamza | Annabelle Ali         | Tassadit Amer          |

## Tableau des médailles
| Rang  | Nation         | Or | Argent | Bronze | Total |
| ----- | -------------- | -- | ------ | ------ | ----- |
| 1     | Égypte         | 9  | 6      | 7      | 22    |
| 2     | Tunisie        | 5  | 5      | 3      | 13    |
| 3     | Nigeria        | 4  | 3      | 3      | 10    |
| 4     | Algérie        | 2  | 5      | 8      | 15    |
| 5     | Sénégal        | 2  | 0      | 0      | 2     |
| 6     | Cameroun       | 1  | 1      | 3      | 5     |
| 7     | Guinée-Bissau  | 1  | 0      | 2      | 3     |
| 8     | Afrique du Sud | 0  | 2      | 6      | 8     |
| 9     | Maroc          | 0  | 2      | 3      | 5     |
| 10    | Namibie        | 0  | 0      | 2      | 2     |
| 11    | Tchad          | 0  | 0      | 1      | 1     |
| Total | Total          | 24 | 24     | 38     | 86    |